# Szaisz

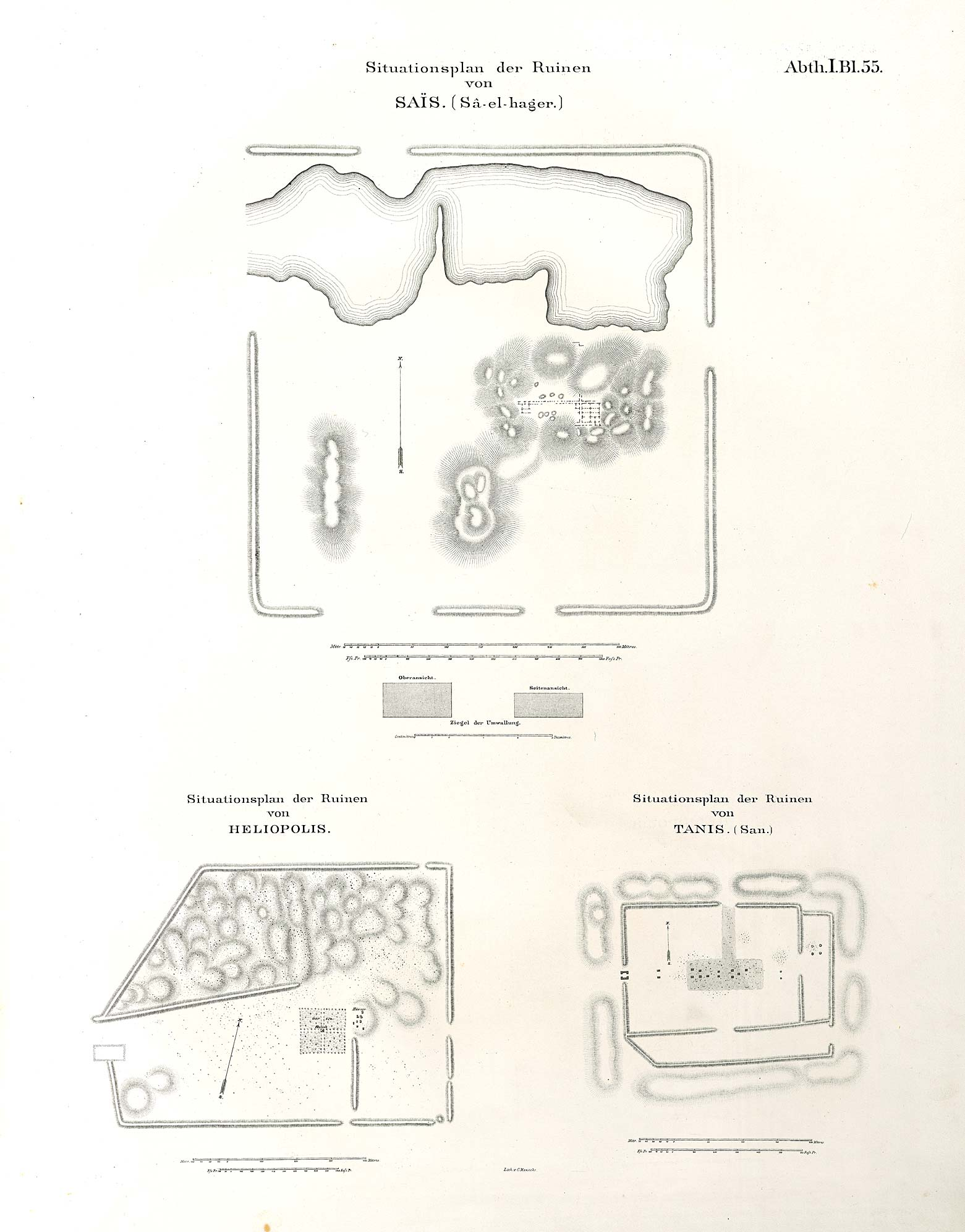
Lepsius térképe

Szaisz (az óegyiptomi Szau) ókori egyiptomi város a Nílus rosettei-ágának jobb partján, a mai Szán el-Hagar falutól északra. (El-Hagar arabul "a kő") A település és istennője, Néith már az egyiptomi történelem kezdete óta ismert, fontos kultikus központ volt, Hór-Aha egyik felirata alapján Neith istennő templomát már az I. dinasztia legelején megalapították a városban. Emellett az ókori Egyiptomban közigazgatási szerepe mint az 5. alsó-egyiptomi nomosz székhelye is jelentős. Sőt a XII. dinasztia koráig a tőle délre eső területet, a későbbi 4. nomoszt is magában foglalta. Néith istennő temploma a temetési rituáléban is szerepet kapott a halott túlvilági zarándoklásának célállomásaként. („szaiszi út”). A város politikailag a harmadik átmeneti korban került előtérbe, amikor a XXIV. dinasztia uralkodói, Tefnaht és Bokkhórisz (i. e. 8. század) és a XXV. „núbiai” dinasztia fáraói kerültek összeütközésbe egymással. A XXVI. dinasztia alatt aztán Szaisz lett az ország fővárosa és ennek a dinasztiának a temetkezőhelye. Ezért ezt a korszakot szaiszi kor (sokszor szaita kor) néven említik. Az i. e. 450-ben idelátogató Hérodotosz még látta a királyi palotát és Neith templomát. Sőt a római korban is élt az istennő kultusza, ez időre már Szaiszban is az athéni Pallasz Athéné nevén és képében tisztelték.
Az ókori város műemlékeiből ma már nem sok látható. Az egykori épületeket már a középkorban felhasználták a közeli falvak és városok építkezéseinél építőanyagként. Bár az 1850-es években a híres francia egyiptológus Auguste Mariette is végzett ásatásokat, a falmaradványokról a Lepsius-féle expedíció örökítette meg. Szán el-Hagart a régészek később is csak kevéssé kutatták. A környező településeken azonban nagy számban találhatók szobrok, sztélék, szarkofágok, melyek szaiszi eredetre engednek következtetni, s többségük a XXVI. dinasztia idejéből származik.